# ライフ・オブ・ライアン
『ライフ・オブ・ライアン』 (原題：Life of Ryan) はアメリカ合衆国のプロスケートボーダー ライアン・シェクラーの生活を描いたリアリティドラマ。彼の地元であるカリフォルニア州サン・クレメンテを中心に撮影された。MTVにて全3シーズンが日本も含め数カ国で放送され、アメリカでは2009年4月21日に3枚組DVDが発売された。

## 登場人物
ライアン・シェクラー
このドラマの主人公。アメリカで活躍するプロスケートボーダー。
シェーン・シェクラー
ライアンの弟。
ケイン・シェクラー
ライアンの弟。
グレッチェン・シェクラー
ライアンの母であり、マネージャー。様々なライアンの悩みに対してアドバイスをくれるが、ライアンのことを気に掛けるあまり行き過ぎてしまうことも…。
ランディ・シェクラー
ライアンの父。グレッチェンと離婚したため別居中。グレッチェンと同じくライアンに対して様々なアドバイスを与える。
ケイシー
ライアンの友達。ライアンと同じく両親が離婚している。一人暮らしを始めたライアンと同居する。
トニー
ライアンの友達。プレイボーイ。
ミッチ
ライアンの友達。
テイラー
ライアンの友達。ケイシーの彼女。ライアンの良き理解者。